# Schismatogobius
A Schismatogobius a csontos halak (Osteichthyes) főosztályának a sugarasúszójú halak (Actinopterygii) osztályába, ezen belül a sügéralakúak (Perciformes) rendjébe, a gébfélék (Gobiidae) családjába és a Gobionellinae alcsaládjába tartozó nem.

## Rendszerezés
A nembe az alábbi 10 faj tartozik:
- Schismatogobius ampluvinculus Chen, Shao & Fang, 1995
- Schismatogobius bruynisi de Beaufort, 1912 - típusfaj
- Schismatogobius deraniyagalai Kottelat & Pethiyagoda, 1989
- Schismatogobius fuligimentus Chen, Séret, Pöllabauer & Shao, 2001
- Schismatogobius insignus (Herre, 1927)
- Schismatogobius marmoratus (Peters, 1868)
- Schismatogobius pallidus (Herre, 1934)
- Schismatogobius roxasi Herre, 1936
- Schismatogobius vanuatuensis Keith, Marquet & Watson, 2004
- Schismatogobius vitiensis Jenkins & Boseto, 2005